# Novoiarki
Novoiarki (en rus: Новоярки) és un poble (un possiólok) de l'óblast de Rostov, a Rússia, que en el cens del 2010 tenia 159 habitants, pertany al municipi de Stepnoi Kurgan.